# 香川県道24号善通寺大野原線
香川県道24号善通寺大野原線（かがわけんどう24ごう ぜんつうじおおのはらせん）は、香川県善通寺市から観音寺市に至る県道（主要地方道）である。

## 概要

### 路線データ
- 起点：善通寺市与北町（国道319号交点）
- 終点：観音寺市大野原町中姫（国道377号交点）

## 歴史
- 1993年（平成5年）5月11日 - 建設省から、県道善通寺大野原線が善通寺大野原線として主要地方道に指定される[1]。

## 路線状況

### 重複区間
- 香川県道25号善通寺多度津線（善通寺市上吉田町 地内）
- 香川県道23号詫間琴平線（三豊市高瀬町下麻・下麻交差点 - 三豊市高瀬町佐股・佐股交差点）
- 香川県道219号神田高瀬線（三豊市高瀬町下麻・下麻交差点 - 三豊市高瀬町下麻）
- 香川県道218号財田上高瀬線（三豊市高瀬町佐股 - 三豊市高瀬町佐股・二宮駐在所前交差点）
- 香川県道6号込野観音寺線（観音寺市池之尻町 - 観音寺市池之尻町・池ノ尻町道下交差点）

### 道路施設

#### 橋梁
18橋梁450 m
- （重谷寺川・三豊市）
- 山下橋（増原川・三豊市）
- 杉尾橋（高瀬川・三豊市）
- （宮川・三豊市）
- 江藤橋（財田川・三豊市 - 観音寺市）
- （加儀田川・観音寺市）
- 木之郷橋（柞田川・観音寺市）

## 地理

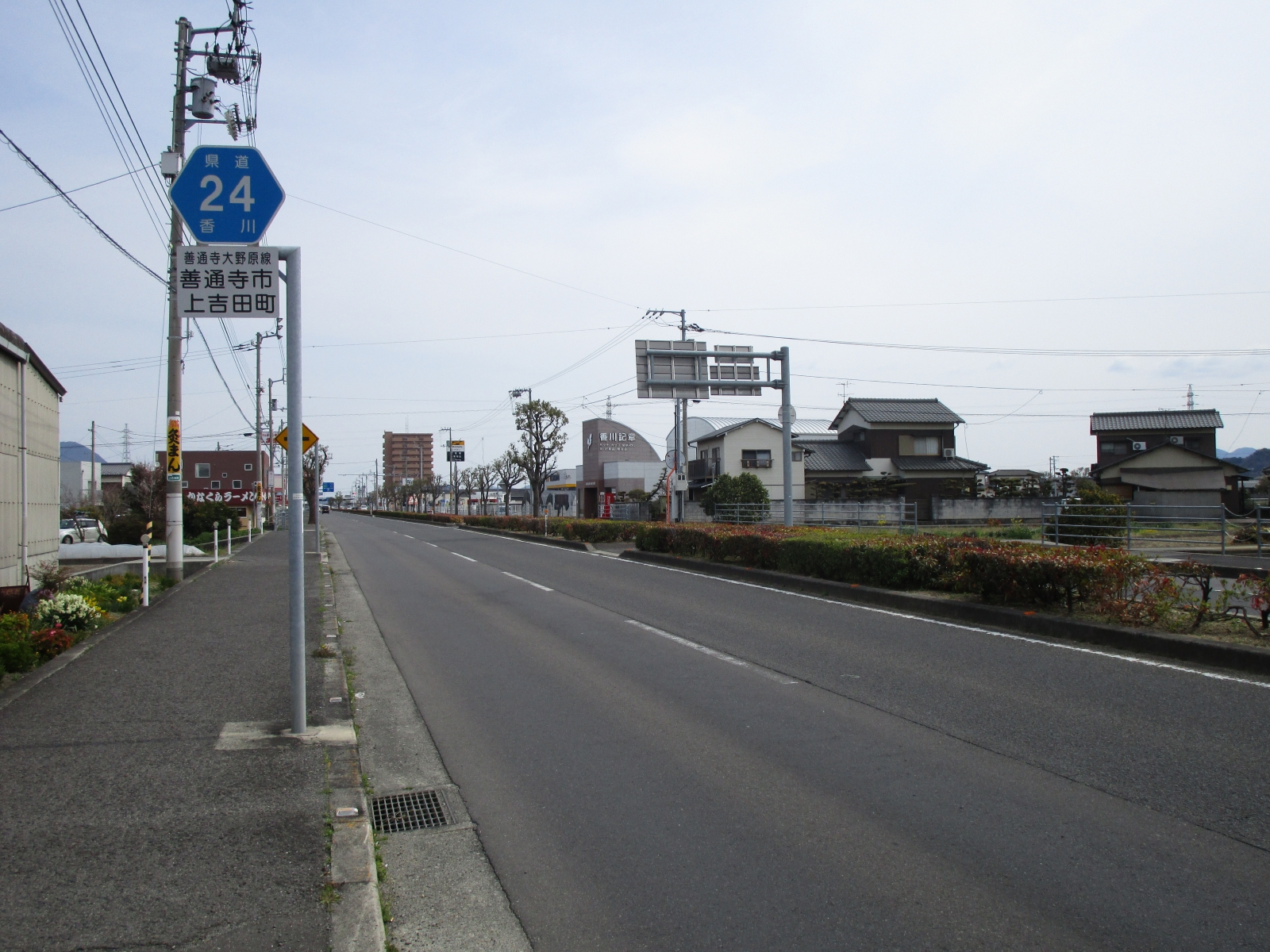
香川県道24号善通寺大野原線（上吉田町交差点付近）

### 通過する自治体
- 善通寺市
- 三豊市
- 観音寺市

### 交差する道路
- 国道319号（善通寺市与北町・西原北交差点、起点）
- 香川県道25号善通寺多度津線（香川県善通寺市上吉田町・上吉田交差点）
- 香川県道25号善通寺多度津線（香川県善通寺市上吉田町・本郷通り交差点）
- 香川県道48号善通寺詫間線（香川県善通寺市善通寺町）
- 香川県道209号善通寺停車場線（香川県善通寺市善通寺町）
- 香川県道47号岡田善通寺線（香川県善通寺市南町・南口交差点）
- 香川県道49号観音寺善通寺線（香川県善通寺市善通寺町・西口交差点）
- 香川県道23号詫間琴平線・香川県道219号神田高瀬線（香川県三豊市高瀬町下麻・下麻交差点）
- 香川県道219号神田高瀬線（香川県三豊市高瀬町下麻）
- 香川県道23号詫間琴平線（香川県三豊市高瀬町佐股・佐股交差点）
- 香川県道218号財田上高瀬線（香川県三豊市高瀬町佐股）
- 香川県道218号財田上高瀬線（香川県三豊市高瀬町佐股・二宮駐在所前交差点）
- 香川県道225号羽方豊中線（香川県三豊市高瀬町羽方）
- 香川県道226号財田西豊中線（香川県三豊市豊中町上高野・五ツ街道交差点）
- 香川県道5号観音寺池田線（香川県観音寺市本大町・江藤交差点）
- 香川県道6号込野観音寺線（香川県観音寺市池之尻町）
- 香川県道6号込野観音寺線（香川県観音寺市池之尻町・池ノ尻町道下交差点）
- 香川県道240号粟井観音寺線（香川県観音寺市木之郷町）
- 香川県道242号福田原観音寺線（香川県観音寺市大野原町青岡）
- 国道377号（香川県観音寺市大野原町中姫）

### 沿線
- JR四国土讃線 善通寺駅
- 四国八十八箇所霊場 第77番札所 善通寺
- 四国学院大学
- 四国管区警察学校
- 陸上自衛隊 善通寺駐屯地

### 峠
- 麻坂峠（善通寺市 - 三豊市）